# ملقب به آقای توآی‌لایت
ملقب به آقای توآی‌لایت (انگلیسی: Alias Mr. Twilight) فیلمی در ژانر درام به کارگردانی جان استرجس است که در سال ۱۹۴۶ منتشر شد.